# Kai Wiesinger
Kai Wiesinger, né le 16 avril 1966 à Hanovre (Allemagne), est un acteur allemand.

## Filmographie
- 1992 : Kleine Haie
- 1993 : Die Abenteuer des jungen Indiana Jones (Der Wind der Veränderung)
- 1993 : Frauen sind was Wunderbares
- 1993 : Auf Achse
- 1994 : Les Nouveaux Mecs (Der bewegte Mann)
- 1994 : Backbeat : Cinq Garçons dans le vent (Backbeat)
- 1995 : Der Leihmann
- 1995 : Stadtgespräch
- 1995 : Pakten
- 1995 : Greenhorn
- 1997 : Hunger – Sehnsucht nach Liebe
- 1997 : 14 Tage lebenslänglich
- 1997 : Comedian Harmonists''
- 1998 : Das große Krabbeln
- 1998 : Terror in the Mall
- 1999 : Nichts als die Wahrheit
- 2001 : Émile et les Détectives (Emil und die Detektive) de Franziska Buch
- 2001 : Leo und Claire
- 2001 : Mord im Orient Express (TV)
- 2002 : Poppitz
- 2002 : Dracula (en)
- 2003 : Fahrerflucht
- 2003 : Der zehnte Sommer
- 2004 : Hunger auf Leben
- 2004 : Honey Baby
- 2005 : Tatort – "Der Frauenflüsterer" (TV)
- 2006 : Dresde 1945, chronique d'un amour (Dresden) (TV)
- 2006 : Stolberg – Hexenjagd
- 2006 : Liebe nach Rezept
- 2007 : Die Anwälte (série TV)
- 2007 : Unschuld
- 2007 : Un passé trouble (Unter Mordverdacht – Ich kämpfe um uns) (TV)
- 2008 : Darum
- 2008 : Die Gustloff
- 2009 : Une équipe de choc (Ein starkes Team) – Geschlechterkrieg
- 2009 : Acht auf einen Streich – "Der gestiefelte Kater"
- 2009 : Liebling, weck die Hühner auf
- 2010 : Gier
- 2010 : À la poursuite de la lance sacrée (Die Jagd nach der Heiligen Lanze) (TV)
- 2010 : Bis nichts mehr bleibt
- 2011 : Restrisiko
- 2011 : Wunderkinder
- 2011 : Un cas pour deux (Ein Fall für zwei) – Schicksal
- 2012 : Flirtcamp
- 2012 : Tatort – "Die Ballade von Cenk und Valerie" (TV)
- 2012 : À la poursuite de la chambre d'ambre (Die Jagd nach dem Bernsteinzimmer) (TV)
- 2012 : Mit geradem Rücken
- 2013 : Der Tote im Eis